# Bryszten
Bryszten (bułg. Бръщен) – wieś w Bułgarii, w obwodzie Smolan, w gminie Dospat. W 2024 roku liczyła 818 mieszkańców.

## Historia
W XIX wieku miejscowość był wioską muzułmańską w Newrokopskiej kaazie Imperium Osmańskiego. W „Etnografii wilajtów Adrianopola, Monastyru i Salonik”, opublikowanej w Konstantynopolu w 1878 r. i odzwierciedlającej statystyki ludności z 1873 r., Bryszten jest wymieniony jako wieś licząca 40 gospodarstw domowych i gdzie mieszkało 115 Pomaków.